# Calotes versicolor
Calotes versicolor (Daudin, 1802) è un sauro della famiglia Agamidae.

## Distribuzione e habitat
La specie è diffusa nella parte meridionale dell'Asia: Iran, Afghanistan, Pakistan, Nepal, Bhutan,
India, Sri Lanka, Bangladesh, Birmania, Thailandia, Vietnam, Cambogia, Malaysia, Cina meridionale (Yunnan, Guangdong, Guangxi, Hainan), Indonesia (Sumatra) e Singapore.
È stata introdotta a Celebes, nelle Maldive, nelle Seychelles e nelle Mascarene (Mauritius, Riunione e Rodrigues)